# Bábonymegyer
Bábonymegyer là một thị trấn thuộc hạt Somogy, Hungary. Thị trấn này có diện tích 21,93 km², dân số năm 2010 là 813 người, mật độ 37 người/km².